# François Catrou
François Catrou (* 8. Dezember 1659 in Paris; † 18. Oktober 1737) war ein französischer Jesuit, Historiker und Übersetzer.

## Leben
Catrou war der Sohn eines Sekretärs Ludwigs XIV. Im Alter von 18 Jahren trat er in den Jesuitenorden ein und zeichnete sich bald als Prediger aus.  Er gehörte zu den Mitbegründern des ab 1701 von den Jesuiten publizierten  Wissenschaftsjournals Journal de Trévoux, dem er über 12 Jahre als einer der Hauptredakteure angehörte.
Daneben schrieb er zwei umstrittene Bücher über die Täufer und die Quäker und ein weiteres über das Mogulreich nach den Berichten des venezianischen Reisenden und Abenteurers Niccolò Manucci. Das Buch wurde 1751 ins Italienische und 1826 ins Englische übersetzt. Es folgte zwischen 1725 und 1748 eine umfassende Darstellung der Geschichte des Römischen Reichs in 21 Bänden. Das Werk wurde ergänzt durch kritische Kommentare und Anmerkungen zur Geographie von Pierre-Julien Rouillé. 
Catrou übersetzte auch die Werke Vergils ins Französische. Die Übersetzung ist recht frei und nicht immer genau, jedoch lassen seine kritischen und historischen Anmerkungen und die Lebensbeschreibung Vergils eine genaue Kenntnis von dessen Leben und Werk erkennen. Catrous Vergilübersetzung begleitete den englischen Historiker Edward Gibbon nach seinen eigenen Aussagen in den Anfängen des Studiums.

## Schriften
- Histoire des anabaptistes, contenant leur doctrine, les diverses opinions qui les divisent en plusieurs sectes, les troubles qu’ils ont causés et enfin tout ce qui s’est passé de plus considérable à leur égard, depuis l’an 1521. 1699
- Histoire générale de l’empire du Mogol, depuis sa fondation, sur les mémoires portugais de M. Niccolao Manucci. 1705–1715
- Histoire romaine, avec des notes historiques, géographiques et critiques, avec Pierre-Julien Rouillé. 21 Bände, 1725–1748
- Histoire des trembleurs. 1733.

### Übersetzungen
- Vergil: Les Œuvres, traduction nouvelle, avec des notes critiques et historiques. 6 Bände, 1716.